# Ferdinand Bünger
Ferdinand Bünger (geboren am 14. Juli 1838 in Selchow bei Zehden; gestorben 1924 in Aurich) war ein deutscher Pädagoge und Schulrat.

## Leben
Über das Leben Ferdinand Büngers sind nur Bruckstücke seiner beruflichen Laufbahn bekannt. Er besuchte sieben Jahre lang das Gymnasium zum Grauen Kloster in Berlin. 1858 begann er nach dem bestandenen Abitur das Studium der Evangelischen Theologie. Ab 1862 wirkte er als „Seminardirektor“ in Franzburg und seit 1882 als Direktor des „Königlich evangelisch-lutherischen Schullehrerseminars“ in Lüneburg. Um 1900 war er als Regierungs- und Schulrat im preußischen Regierungsbezirk Aurich in Aurich tätig. 1906 wurde er unter Verleihung des Charakters Geheimer Regierungsrat pensioniert. Er starb 1924 in Aurich.
Seine „Entwickelungsgeschichte des Volksschullesebuches“ ist ein klassisches umfangreiches Werk zur Geschichte des Schulbuches von Rochow bis zum Ende des 19. Jahrhunderts. Das Werk erlebte drei Auflagen und einen Nachdruck 1972.

## Auszeichnungen
- Roter Adlerorden, 4. Klasse (18. Januar 1889)[5]
- Königlicher Hausorden von Hohenzollern, Adler der Ritter (1894)

## Werke
- Handbuch der evangelischen Religionslehre. Nach Ordnung des kleinen Katechismus Luthers für Lehrerbildungsanstalten, zugleich ein Hilfsmittel für den Volksschulunterricht. Velhagen & Klasing, Bielefeld 1882. Digitalisat
  - Handbuch der evangelischen Religionslehre. Nach Ordnung des kleinen Katechismus Luthers für Lehrerbildungsanstalten, zugleich ein Hilfsmittel für den Volksschulunterricht. 2., nach d. Bestimmungen d. Kaiserl. Erlasses vom 1. Mai 1889 umgearb. Aufl. Velhagen & Klasing, Bielefeld 1891. Digitalisat
  - Handbuch der evangelischen Religionslehre. Nach Ordnung des kleinen Katechismus Luthers für Lehrerbildungsanstalten, zugleich ein Hilfsmittel für den Volksschulunterricht. 3. Aufl. Velhagen & Klasing, Bielefeld 1900. Digitalisat
- Der zu erwartende neue Katechismus und die Volksschule. Vortrag gehalten auf der Seminarkonferenz zu Lüneburg am 29. April 1889. Carl Meyer, Hannover 1890. (Aus: Haus und Schule. 1889, Nr. 42–45.)
- Entwickelungsgeschichte des Volksschullesebuches. Hrsg. unter Benützung amtlicher Quellen. Verlag der Dürr’schen Buchhandlung, Leipzig 1898.
  - Entwickelungsgeschichte des Volksschullesebuches. Enthaltend ein übersichtliches Verzeichnis der einzelnen Erscheinungen der Lesebuchlitteratur, auch nach Ländern und Landesteilen zugeordnet, das zugleich als Erweiterung und Vervollständigung des dem Hauptbande angefügten Titelregisters dienen soll. Ergänzungsband. Verlag der Dürr’schen Buchhandlung, Leipzig 1901.
  - Entwicklungsgeschichte des Volksschullesebuches. Hrsg. unter Benützung amtlicher Quellen. Leipzig 1898. Vorwort von Klaus Doderer. Einleitung von Ingeborg Hass mit einer pragmatischen Bibliographie. Neudruck Detlev Auvermann, Glashütten im Taunus 1972.[6]
- Ein aufgefundenes pädagogisches Gutachten Salzmanns. In: Zeitschrift für Geschichte der Erziehung und des Unterrichts. Weidmann, Berlin 1911, S. 295–298. Digitalisat
- Entwicklungsgeschichte des lutherischen Katechismusgebrauchs in Hannover. Aus den Quellen dargestellt unter Benutzung von Akten, die seitens der Behörde zur Verfügung gestellt waren. Carl Meyer, Hannover 1912.

## Archivalien
- NLA Aurich Rep. 16/1 Preußische Regierung Aurich (1885–1945): Abt. 1. Abt. 1. Rep. 21a, Nr. 148: „Personalakte: Ferdinand Bünger, Regierungs- und Schulrat, geb. 1838“ Laufzeit 1862 bis 1906.